# Suhoi Su-26
Suhoi Su-26 este un avion de acrobație cu un singur loc din fosta Uniune Sovietică,propulsat de un singur motor radial cu piston.Avionul are aripi drepte montate în mijloc și tren de aterizare fix,trenul principal fiind montat pe un arc solid din titan. Avionul Suhoi Su-26 a zburat prima dată în iunie 1984, primele patru având o elice cu două pale. Producția s-a indreptat spre avionul Su-26M,cu suprafețe de coadă perfecționate și o elice Hoffman cu trei pale. Dupa mai multe perfecționări, modelul a câștigat premiile echipelor de bărbați și femei la campionatele mondiale de acrobație din 1986. Avionul modificat Su-26M3 cu un nou motor de 430 cai-putere M9F a dominat campionatele mondiale de acrobație din 2003 și 2005 precum și campionatele europene din 2004. Avionul Su-26 este considerat de catre experti unul dintre cele mai bune avioane de acrobație din lume.
În anii'90 a fost exportat in Argentina.